# Chupaquil
Chupaquil är en ort i Mexiko.   Den ligger i kommunen Yajalón och delstaten Chiapas, i den sydöstra delen av landet, 800 km öster om huvudstaden Mexico City. Chupaquil ligger 1 433 meter över havet och antalet invånare är 175.
Terrängen runt Chupaquil är kuperad åt sydost, men åt nordväst är den bergig. Runt Chupaquil är det ganska tätbefolkat, med 54 invånare per kvadratkilometer. Närmaste större samhälle är Yajalón, 3,2 km norr om Chupaquil. I omgivningarna runt Chupaquil växer i huvudsak städsegrön lövskog.